# テレビ中毒

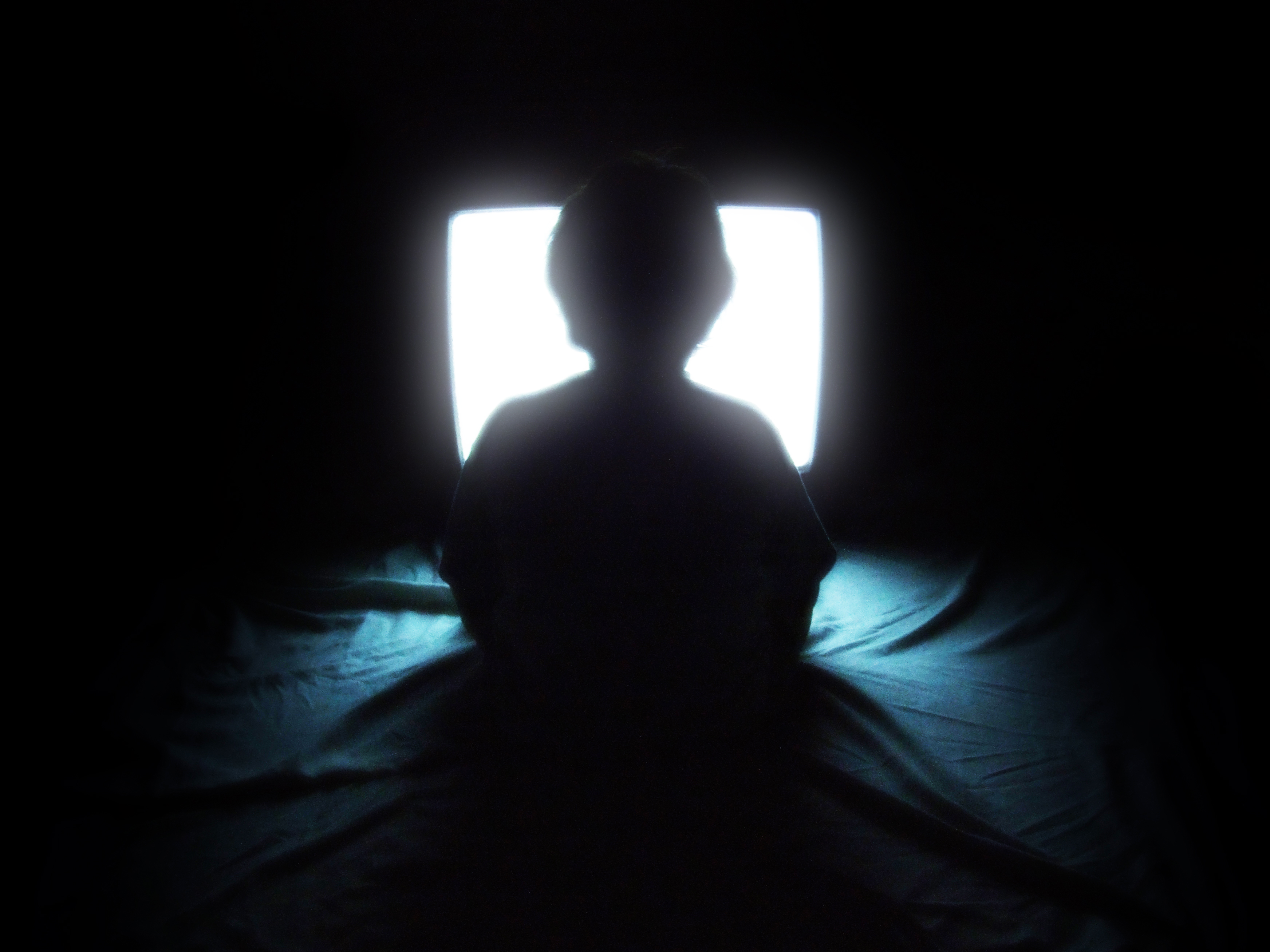
テレビの前でテレビを見ている子どもは、テレビが子どもたちに与える中毒性を物語っている

テレビ中毒（てれびちゅうどく、英: Television addiction）とは、テレビ番組を視聴することに関連した不適応的または強迫的な行動に関連した依存症モデルである。テレビ中毒者の中にはテレビの視聴時間を減らす事を試みてみたものの実現できなかった人や、テレビを見るのを止めることによって禁断症状の出る人がいる。

## 分析
このモデルに関する最新の医学的レビューでは、病的なテレビ視聴行動は真の行動依存症を構成する可能性があると結論づけたが、これを示すためにはこのトピックに関するさらなる研究が必要であると指摘した。この強迫は、多くの場合、非常に制御しにくいものである。テレビ中毒モデルは、薬物やギャンブルなどの他の形態の行動依存症と類似点があり、それらも強迫的な行動の一種である。

## 認識
テレビ中毒はDSM-IVで診断可能な状態ではない。
物質使用障害のDSM-Vとの類似点がある。

## 考えられる行動上の影響
- 睡眠問題（英語版）
- 体を動かさない生活
- 反社会的行動
- 体重増加（英語版）
- 注意欠陥・多動性障害